# Toray Pan Pacific Open 2007 - Doppio
Il doppio del Toray Pan Pacific Open 2007 è stato un torneo di tennis facente parte del WTA Tour 2007.
Lisa Raymond e Samantha Stosur erano le detentrici del titolo e hanno battuto in finale Vania King e Rennae Stubbs con il punteggio di 7–6(6), 3–6, 7–5 .

## Teste di serie
| 1. Lisa Raymond Samantha Stosur (campionesse) 2. Zi Yan Jie Zheng (semifinali) 3. Daniela Hantuchová Ai Sugiyama (primo turno) 4. Meghann Shaughnessy Vera Zvonarëva (primo turno) |

## Tabellone

### Legenda
| - Q = Qualificato - WC = Wild card - LL = Lucky loser | - ALT = Alternate - SE = Special Exempt - PR = Protected Ranking | - w/o = Walkover - r = Ritirato - d = Squalificato |